# Аймен Муелхі
Аймен Муелхі (англ. Aymen Mouelhi, нар.14 вересня 1986, Барселона, Іспанія) — гібралтарський футболіст, центральний захисник клубу «Сент-Джозефс» та національної збірної Гібралтару.

## Ігрова кар'єра

### Клубна
Аймен Муелхі народився в іспанській барселоні. Грати у футбол починав у Тунісі у клубі Другого дивізіону - «Олімпік Кеф». Там він провів лише одну гру в основі і після сезону 20212/13 повернувся до Гібралтару, де приєднався до клубу «Європа».
Після цього в кар'єрі футболіста були клуби з Гібралтару - «Лайонс Гібралтар», «Гібралтар Юнайтед». У 2019 році Муелхі приєднався до клубу «Сент-Джозефс», у складі якого брав участь у матчах кваліфікації Ліги Європи та Ліги конференцій.

### Збірна
Проживши п'ять років у Гібралтарі, Муелхі отримав можливість виступати за національну збірну цієї країни. І в листопаді 2018 року у матчі Ліги націй проти збірної Вірменії Муелхі дебютував на міжнародному рівні.